# بريسوير
بريسوير ( 
تنطق بالفرنسية: [bʁɛsɥiʁ]
```
؛ 
(
باللاتينية
: 
Berceorium
)‏
 ؛ Poitevin : 
Beurseure
 ) هي 
بلدة
 في مقاطعة 
-دو سيفر
 
الفرنسية
 ، منطقة 
-اقطانية الجديدة
 . تقع تلك البلدة في مكان بارز يطل على دولو ، وهو أحد روافد الأرجنتون .
```

## الابنية البارزة فيها
يوجد في بريسوير مبنيان مهمان: الا وهما كنيسة نوتردام ، و التي يعود تاريخها أساسًا إلى القرنين الثاني عشر والخامس عشر ،والتي لها برج عظيم يرجع تاريخه الي عصر النهضة؛ والقلعة ، التي بناها أمراء بومون ، التابعون لفيكونت ثوار . وتعد القلعة في حالة يرسي لها وجزء من هذا الموقع مشغول بقصر حديث. لكن لا يزال هناك خطوط داخلية وخارجية من التحصينات كلها تشكل افضل مجموعة من الاطلال الاقطاعية في بواتو.

## الاسم
ان اسم بريسوير مشتق من عنصرين هما بيرج والتي تعني تل، ودوروم والتي تعني قلعة. وهذان الاسمان مرتبطان باسم بيرزوكوم المسجل عام 1029، وان بريسوير مند بداية العصر الصليبي عام 1095. خلاصة القول ان معني الاسم هو قلعة علي تل 

## التاريخ
ان تاريخ بريسوير يعود الي العصر السلتي حيث كان هناك نقطة التقاء ما بين الطرق خلال فترة غالو الرومانية. يعد اقدم دليل علي وجود تلك المدينة في كنيسة القديس سيبريان ويرجع تاريخة الي القرن الحادي عشر
تنتمي تلك المدينة في القرون الوسطي الي قبائل ثوار، وفي القرن العاشر تضم رعايا نوتردام (السيدة العذراء) وسانت جون وسانت نيكولاس. كانت ابرشية القديس نيكولاس موجودة في داخل اسوار القلعة وتنتمي الي دير سان جوين دو مارن، ولكنها اختفت منذ ذلك الحين.
تعرضت المدينة للعديد من الكوارث في اوقات مختلفة علي سبيل المثال استيلاء الانجليز عليها وما تلاه من نهب القوات الفرنسية لها تحت قيادة دو جيسكلين في عام 1370 وهو يعد من اكثر الكوارث التي لا تنسي. ايضا كانت بريسوير جزءا من مقاطعة بواتو

## المشاهير
- غيوم روجر (مواليد 1975) ، وهو لاعب كرة قدم محترف متقاعد

## المدن التوأم - المدن الشقيقة
تم توأمة Bressuire مع: 
- فراسبيرج, اسكوتلاندا , المملكة المتحدة
- فريدبريج, المانيا
- Hodac, Romania
- كابليم, توجو
- ليكسليب, ايرالند
- ميكوينزو, اسبانيا
- باركزو, بولندا
- ريزان, روسيا

## روابط خارجية
- الموقع الرسمي باللغة الفرنسية